# Modares

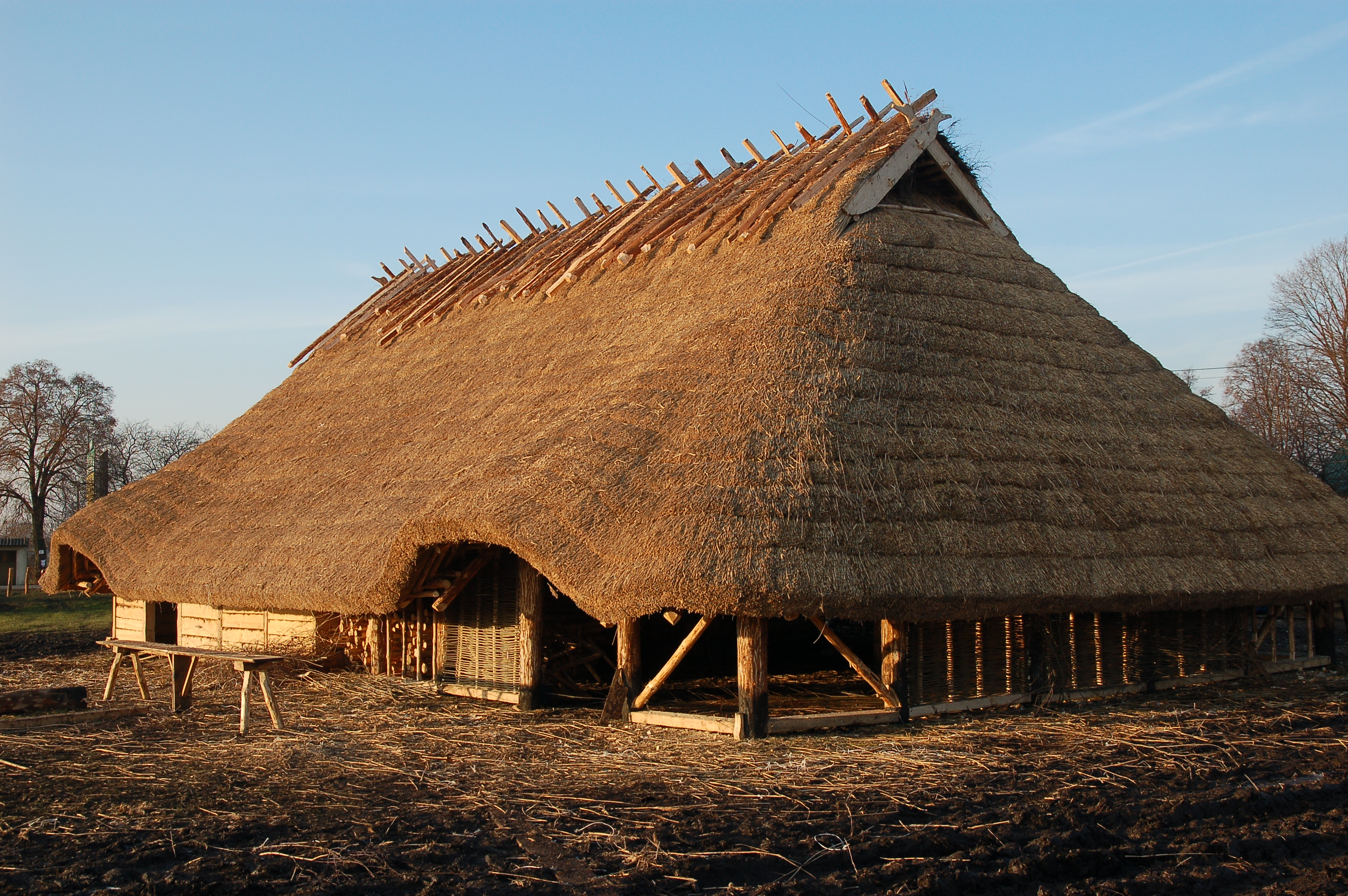
Reconstructie van Gotische hoeve in Hrubieszów

De Germaan Modares of Modaharius was een Visigotische edelman en Romeins commandant in Thracië. Hij leefde in de 4e eeuw na Christus. Modares was in dienst van de Romeinse keizer Theodosius de Grote tijdens diens oorlog tegen de Goten, zijn eigen volksstam.
Modares stamde uit de adellijke familie van de Balti, een leidende familie van de Visigoten en leefde aanvankelijk in Dacia, aan de linkeroever van de Donau. In die tijd vervolgde koning Athanarik de (ariaanse) christenen onder de Visigoten, want hij wilde alzo elke Romeinse invloed door bisschop Wulfila bestraffen. Toen Athanarik opzij geschoven werd door de christen Fritigern, volgde Modares Athanarik op zijn vlucht naar de Karpaten. Volgens de Byzantijnse geschiedschrijver Zosimus kwam het nooit meer goed tussen Modares en de machtige Fritigern.
Na de zware Romeinse nederlaag bij Adrianopel, tevens dè grote overwinning van Fritigern (378), kwam de nieuwe keizer Theodosius de Grote aan vanuit Hispania. Theodosius richtte zijn hoofdkwartier in in Thessaloniki. Deze medekeizer was pas benoemd door keizer Gratianus. Theodosius stond, zonder hulp van Gratianus, alleen voor een grote taak in de slepende oorlog tegen de Goten. Hij wilde onmiddellijk de Gotische dreiging op Adrianopel, op Constantinopel en eigenlijk in geheel Thracië stoppen. Keizer Theodosius organiseerde met de restanten van het Romeinse leger een nieuw leger. Hiertoe verplichtte hij Thracische boeren soldaat te worden en richtte zich tot Gotische malcontenten. De edelman Modares bood zich aan in Romeinse dienst, net zoals zijn familielid Alarik I, de latere koning der Visigoten. Modares werd snel commandant van de Romeinse troepen in Thracië.
Het leger van Modares behaalde meerdere kleinere overwinningen op rondtrekkende bendes van het Gotische leger. In de keizerlijke propaganda werd Modares afgeschilderd als een veldheer. Keizer Theodosius wenste immers de nederlaag van Adrianopel te wreken en vooral te doen vergeten. Hij wilde bovendien als nieuwe Augustus Constantinopel binnen trekken. Dit laatste gebeurde, in aanwezigheid van Modares, in 380. Modares zou eveneens de landbouwpolitiek van de keizer gesteund hebben, in de door de Romeinen heroverde gebieden in Thracië. Deze politiek diende militaire doeleinden.
Patriarch Gregorius van Constantinopel schreef neer dat Modares geen ariaans christen was, wat Fritigern wel was. Hij maakte van Modares een orthodox christen (dit wil zeggen volgens de geloofsbelijdenis van Nicea), wat uitzonderlijk was in het Gotische volk. Dit paste evenwel in de godsdienstpolitiek van keizer Theodosius.